# Gallifort
Gallifort is een voormalig kasteel in Deurne (België), dat werd gebouwd in 1514. De naam verwijst naar dominus Joannes de Galivoord (1316), die zijn naam gaf aan de buurt. Het Gallifort werd reeds in de 16e eeuw vernietigd door de troepen van de Gelderlandse veldmaarschalk Marten Van Rossem.

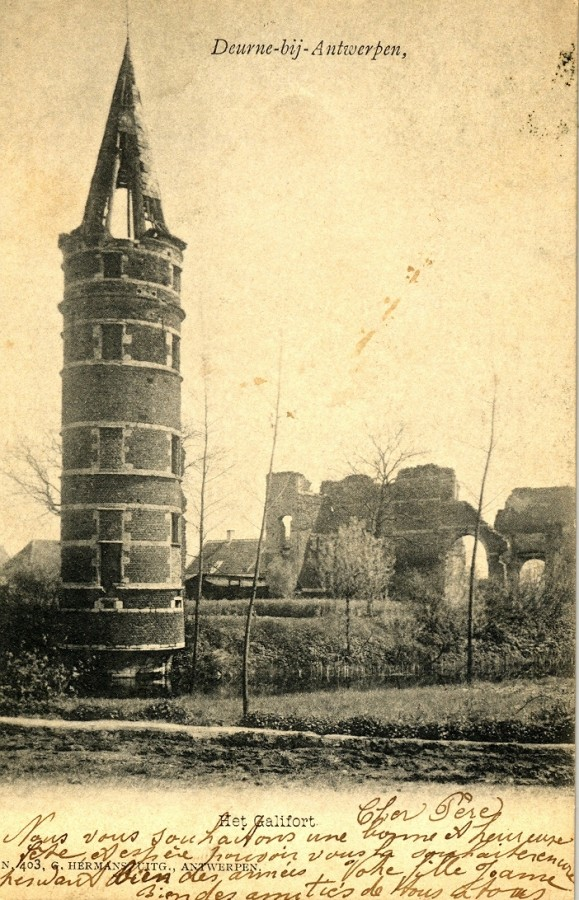
Ruïne van kasteel Gallifort

Het Gallifort was een van de vele lusthoven rond de stad Antwerpen, zoals het Rivierenhof, Sterckshof, Boterlaarhof, ...
In de 20ste eeuw werd een tuinwijk opgericht op de gronden van het voormalige fort, rondom de huidige Gallifortlei.